# 藤本达夫
藤本达夫（1940年3月29日—）是一名日本男子游泳运动员。他在1960年夏季奥林匹克运动会中，参加了男子4x200米自由泳比赛并获得银牌。他也参加了1961年世界大学生运动会，获得一枚金牌和一枚铜牌。